# Adelpha de Figueiredo
Adelpha Silva Rodrigues de Figueiredo (Sorocaba, 20 de setembro de 1894 — São Paulo, 3 de agosto de 1966) foi uma das primeiras bibliotecárias brasileiras.

## Origem e família
Filha do professor e médico Dr. Antonio Gomes da Silva Rodrigues e da professora Maria Magdalena Camargo da Silva Rodrigues.
O pai de Adelpha teve sua origem em Sorocaba e até se mudar para São Paulo trabalhou na lavoura. Na capital paulista, deu continuidade aos estudos e se tornou professor. Lecionou na Escola Americana, atuou na imprensa e recebeu ajuda para ingressar na faculdade de medicina, indo para a Universidade da Pensilvânia, nos Estados Unidos em 1889. Regressou ao Brasil em 1892 e se instalou em Sorocaba. Em 1901, preocupado com a educação de seus filhos, mudou-se para São Paulo.
Apesar de sua origem humilde, a formação e situação financeira de Dr. Rodrigues garantiu que seus filhos tivessem oportunidade de estudo fora do Brasil. Sua família passou uma temporada na França e na Suíça.
Diferente de muitas mulheres de sua época, que geralmente recebiam educação para funções domésticas, Adelpha de Figueiredo teve liberdade de escolha e oportunidades de se desenvolver em áreas ainda pouco exploradas pelas mulheres de sua época.

## Formação e estudos
Antes de se dedicar à biblioteconomia, Adelpha formou-se cirurgiã-dentista na Faculdade de Odontologia de São Paulo em 1910, estudou Música no Conservatório de Música de Lausanne na Suíça, período em que morou com a família na Europa. Foi professora entre 1916 e 1926 no Colégio Mackenzie, antiga Escola Americana.

## A biblioteca George Alexander
Em 1926 foi construído um novo prédio para alocar a biblioteca do Mackenzie, foi chamada de biblioteca George Alexander em homenagem ao reverendo George Alexander, conselheiro e educador da instituição. Neste ano, Adelpha foi encarregada de organizá-la e por isso deixa seu cargo de professora e começa a se dedicar à biblioteconomia.
Até 1929, Adelpha estudou e concorreu a bolsas de estudos de biblioteconomia, mas sem sucesso. Neste mesmo ano, os dirigentes do Mackenzie convidam Dorothy M. Gedde, bibliotecária norte-americana para organizar o acervo e introduzir ensinamentos de biblioteconomia à Adelpha. Durante esse período de aprendizado, Adelpha garante uma bolsa de estudos para cursar biblioteconomia na Universidade de Columbia, em Nova York. Adelpha foi a primeira mulher brasileira a concluir um curso de biblioteconomia em uma universidade.
Ao retornar ao Brasil, Adelpha ministrou o primeiro curso de biblioteconomia no Mackenzie e atuou na Biblioteca George Alexander até 1936. 

## O Departamento de Cultura de São Paulo
Em 1935 surge em São Paulo o Departamento de Cultura, que tem como um de seus objetivos a criação e organização de bibliotecas públicas e a criação de uma escola de biblioteconomia. Adelpha passa a exercer o cargo de bibliotecária-chefe da divisão, sendo a primeira diretora da Biblioteca Pública Municipal Mário de Andrade e professora do curso de biblioteconomia junto com Rubens Borba de Moraes.

## Realizações
Adelpha de Figueiredo contribuiu com novas técnicas para a classificação do material, registro do acervo, arranjo dos catálogos e a inovação do livre acesso dos leitores às estantes.
Foi uma das fundadoras e primeiras professoras, junto com Rubens Borba de Morais do curso de Biblioteconomia da Fundação Escola de Sociologia e Política de São Paulo (FESPSP).
Reconhecida como uma das pioneiras intelectuais da Biblioteconomia, junto com outros como, Lídia de Queirós Sambaqui, Bernadete Sinay Neves, Laura Russo, Zila Mamede, Rubens Borba de Moraes, Edson Nery da Fonseca, Antônio Caetano Dias que deram os primeiros passos na concepção da Biblioteconomia no Brasil.
Em 1934 foi convidada para reorganizar a biblioteca da Faculdade de Medicina de São Paulo, e em 1938 colaborou para a fundação da Associação Paulista de Bibliotecários (APB).
Em sua homenagem, seu nome foi dado a Biblioteca Pública Adelpha Figueiredo, instalada pela Prefeitura de São Paulo à rua Carlos de Campos esquina com avenida Pedroso da Silveira, no bairro do Pari, capital paulista, sendo que no mesmo terreno, onde hoje existe um asilo da municipalidade ao lado da biblioteca,  anteriormente estava instalada a quadra da "Escola de Samba Colorado do Brás", a uma rua no bairro Chácara do Encosto, na mesma cidade, e ao diretório acadêmico da Biblioteconomia  da Pontifícia Universidade Católica de Campinas, com a sigla DAAF de Diretório Acadêmico Adelpha Figueiredo.

## Obras
- FIGUEIREDO, Adelpha de. Catalogação e classificação. São Paulo: Escola de Bibliotheconomia, 1937. (Apostila mimeografada do curso de biblioteconomia da Biblioteca Municipal Mário de Andrade, que seria transferido para a FESP.)
- FIGUEIREDO, Adelpha de. Desenvolvimento da biblioteconomia em S. Paulo. Rio de Janeiro: Imprensa Nacional, 1945.
- FIGUEIREDO, Adelpha de. Classificação decimal de Melvil Dewey. [São Paulo]: Biblioteca Pública Municipal de São Paulo, 1943.